# کودک ربایی توسط آلمان نازی
در طول جنگ جهانی دوم، تقریبا دویست هزار کودک لهستانی به همراه تعداد نامعلومی از کودکان دیگر قومیت‌ها از خانه‌های خود ربوده و به زور به آلمان نازی فرستاده شدند. کودکان برای کار اجباری، انجام آزمایش‌های انسانی، یا  آلمانی‌‌سازی ربوده می‌شدند. کودک‌ربایی توسط آلمان نازی از برجسته‌ترین جنایت‌های این رژیم علیه کودکان هست.
یکی از اهداف کودک‌ربایی، آلمانی کردن کودکانی بود که ویژگی‌های نژاد نوردیک یا آریایی را داشتند. بر طبق تصور مقامات رژیم نازی، این کودکان از نسل مهاجران آلمانی مقیم لهستان بودند. کودکانی که از نظر نژادی «با ارزش» (به آلمانی: gutrassig) تلقی می‌شدند، به اجبار همگون‌سازی و  توسط خانواده‌های آلمانی یا پرورشگاه‌های اس‌اس به سرپرستی قبول می‌شدند.
امروزه انجمن «کودکان‌ ربوده شده: قربانیان فراموش شده» برای گرامی‌داشتن یاد این کودکان در آلمان فعال هست (Geraubte Kinder – Vergessene Opfer e.V.)

## پیش‌زمینه
در یکی از سخنرانی های معروف آدولف هیلتر خطاب به فرماندهان نظامی در ۲۲ اوت ۱۹۳۹، او تایید کرد که تمامی مردان، زنان و کودکان قومیت لهستان یا لهستانی زبان، باید بدون ترحم یا دلسوزی کشته شوند..
هیتلر در ۷ نوامبر ۱۹۳۹، هاینریش هیملر را مسئول اداره سکنه مناطق اشغال‌شده کرد. طرح ربودن کودکان لهستانی به احتمال زیاد برای اولین بار در سند «Rassenpolitisches Amt der NSDAP» ارائه شد. 
در ۲۵ نوامبر ۱۹۳۹، سند چهل صفحه‌ای با عنوان «مسئله برخورد با سکنه اراضی سابق لهستان از منظر نژادی» برای هیملر فرستاده شد.  در آخرین فصل این سند، به کودکان لهستانی که «از نظر نژادی بارزش بودند» پرداخته شد و طرحی برای ربودن آنها به منظور اهداف آلمان مطرح شد:
ما ملزم به جداسازی کودکان با ارزش نژادی از سایر تبعیدشدگان هستیم. این کودکان میبایست توسط مراکز مناسب پرورشی یا خانواده‌های آلمانی مورد تربیت قرار بگیرند. این کودکان نباید بیشتر از هشت یا ده سال داشته باشند چرا که تنها تا این زمان میتوان به طور کامل هویت ملی آنها را تغییر داد. این امر «آلمانی‌سازی نهایی» هست و شرط آن، جداسازی کامل این کودکان از تمامی خویشاوندان لهستانی‌ آنها هست. بایستی به این کودکان نام‌های آلمانی داده شود و توسط اداره ویژه‌ای به شجره‌نامه‌ آنها رسیدگی شود.
در مه سال ۱۹۴۰، هیملر در اسناد مختلفی، دستورالعمل‌های ویژه‌ای برای ربودن کودکان لهستانی تعیین کرد. از اهداف اصلی هیملر میتوان به موارد زیر اشاره کرد:
- در اراضی لهستان، کلاس‌های درسی تنها باید تا پایه چهارم ابتدایی دایر باشد. تدریس در این کلاس‌ها باید به شدت محدود شود و به دانش‌اموزان فقط شمردن تا عدد پانصد و نوشتن نامشان یاد داده شود. آنها همچنین باید بیاموزند که خداوند به لهستانی‌ها دستور داده که به خدمت آلمانی‌ها دربیایند. در دید رژیم نازی، توانایی نوشتن برای لهستانی‌ها غیرضروری تلقی می‌شد.
- والدینی که خواهان تحصیلات بهتر برای فرزاندانشان هستند، باید برای کسب جواز ویژه‌ای اقدام کنند. این جواز توسط اس‌اس تنها برای کودکانی صادر می‌شود که از نظر نژادی بارزش باشند. این کودکان برای آلمانی شدن باید به آلمان فرستاده شوند و سرنوشتشان به وفاداری والدینشان به حکومت بستگی دارد. همچنین به کودکانی که از نظر نژادی با ارزش نبودند، اجازه تحصیلات بیشتر داده نمی‌شود.
- هرساله باید از میان کودکان شش تا ده ساله دسته‌ای برای انتقال به آلمان مطابق با ملاک های نژادی انتخاب شود. هدف از انجام این کار، نابود کردن قومیت لهستان طی پانزده تا بیست سال آینده هست.[۱۳]

در ۲۰ ژوئن ۱۹۴۰، هیتلر دستور‌العمل‌های هیملر را تایید کرد. این دستورها برای گائولایترهای اروپای مرکزی و گرداندگان دولت عمومی صادر شد.
هیملر تصور داشت که انجام پروژه‌هایی از این قبیل در فرانسه اشغالی موجب حل شدن «مشکل فرانسوی‌ها» خواهد شد. همچنین  این ایده به نظر مارتین بورمان، ایده بکری بود. بااینحال هیتلر معتقد بود که «عادات مذهب‌گونه خرده‌بورژوازی» در فرانسوی‌ها، احیای نژاد آلمانی را در آنها غیرممکن می سازد.

## شرایط انتقال

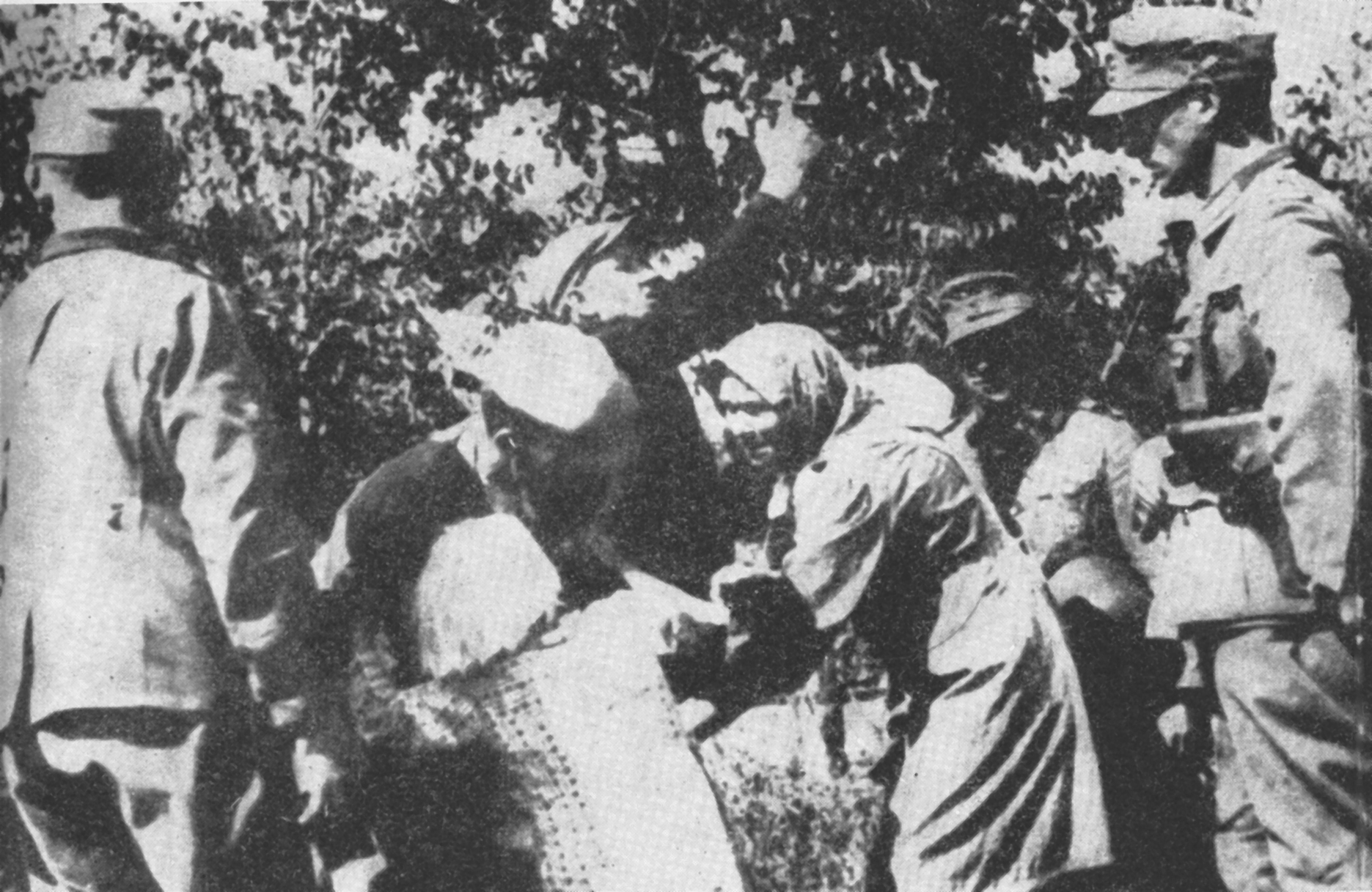
ربودن کودکان لهستانی در زاموشچ

کودکان به زور و اغلب پس از قتل والدینشان ربوده می‌شدند. این کودکان حق زندگی در کنار سایر خویشاوندان خود را نداشتند. شرایط انتقال کودکان به شدت خشن بود و آنها برای روز‌های متمادی آب و غذا دریافت نمی کردند. بسیاری از کودکان در تابستان در اثر خفگی و در زمستان در اثر سرما می مردند.  
کارگران لهستانی راه‌آهن، اغلب با به خطرانداختن جان خود می‌کوشیدند به این کودکان غذا یا لباس برسانند. گاهی این کار با پرداخت رشوه به نگهبانان آلمانی، طلا یا جواهرات، انجام می‌شد. در برخی موارد نگهبانان برخی از کودکان را به مردم لهستان می‌فروختند. در بیدگوشچ و گدنیا قیمت کودکان ۴۰ رایشس‌مارک و در برخی مناطق ۲۵ زلوتی بود.
طبق گزارش‌ها، برخی از این کودکان پدر آلمانی و مادر خارجی داشتند. برخی از آنها نیز با عنوان «یتیمان آلمانی» از یتیم‌خانه‌ها ربوده می‌شدند چرا که رژیم نازی باور داشت که لهستانی عامدانه و سیستماتیک کودکان اصالتا آلمانی را لهستانی کرده بود.
سپس کودکان ربوده شده به مراکز و موسسات خاصی فرستاده می‌شدند که «کمپ تحصیلی کودکان» نام داشت. اما در این مراکز در حقیقت ارزش نژادی کودکان سنجیده می‌شد و اگر ارزششان پایین ارزیابی می‌شد، به آشویتس یا تربلینکا فرستاده می‌شدند.